# Korskläpparna, Korpo
Korskläpparna är öar i Finland. De ligger i Skärgårdshavet och i kommunen Pargas i landskapet Egentliga Finland, i den sydvästra delen av landet. Öarna ligger omkring 64 kilometer sydväst om Åbo och omkring 190 kilometer väster om Helsingfors. Korskläpparna ligger 5 meter över havet. De ligger på ön Storlandet.
Arean för den av öarna koordinaterna pekar på är 1,3 hektar och dess största längd är 200 meter i nord-sydlig riktning.